# Stelis milagrensis
Stelis milagrensis är en orkidéart som beskrevs av Carlyle August Luer och Alexander Charles Hirtz. Stelis milagrensis ingår i släktet Stelis och familjen orkidéer. Inga underarter finns listade i Catalogue of Life.